# Michael Russ (Konzertveranstalter)
Michael Russ (* 15. Mai 1945 in Unterkochen) ist ein deutscher Konzertveranstalter.

## Leben
Russ kam als Sohn des Stuttgarter Konzertveranstalters Erwin Russ in Unterkochen zur Welt, wohin die Familie in den letzten Kriegsjahren evakuiert worden war. Seine Schulausbildung schloss er in einem Internat in Illertissen ab. Nach einer Ausbildung zum Musikalienhändler in Ulm trat er 1967 in die von seinem Vater 1945 gegründete Südwestdeutsche Konzertdirektion Stuttgart (SKS Russ) ein, in der auch die Mutter und seine drei Schwestern tätig waren.
1976 übernahm er die Leitung der Agentur. Unter ihm wuchs das Konzertgeschäft im In- und Ausland stetig weiter. Er holte in den 1970er Jahren Daniel Barenboim, das Gewandhausorchester, die Wiener Philharmoniker, das New York Philharmonic Orchestra, Ella Fitzgerald und die Bee Gees nach Stuttgart. 1981 organisierte er die erste Tournee der Slowakischen Philharmonie. In den 1990er Jahren veranstaltete er mit Guns N’ Roses das erste Open-Air-Konzert auf dem Cannstatter Wasen. Im Juni 1993 brachte er Frank Sinatra nach Stuttgart. Während der Fußball-Weltmeisterschaft 2006 zeichnete er für das Public Viewing auf dem Stuttgarter Schloßplatz verantwortlich.
Er übernahm 1982 im Verband der Deutschen Konzertdirektionen (VDKD) das Amt des Präsidenten, das er bis 2015 innehatte. Im gleichen Jahr ernannte ihn der Verband zu seinem Ehrenpräsidenten. Michael Russ ist Initiator und Jury-Vorsitzender des VDKD-Musikpreises. Seit 1985 ist er Mitinitiator der Militärkonzerte in der Hanns-Martin-Schleyer-Halle zugunsten der Aktionsgemeinschaft Multiple-Sklerose-Erkrankter. Außerdem ist er Stellvertretender Vorsitzender der Anne-Sophie-Mutter-Stiftung sowie der 1987 gegründeten Rudolf-Eberle-Stiftung, die beide die Berufsausbildung von Nachwuchsmusikern fördern.
Er war von 1996 bis 2000 Mitglied der Kulturstrukturkommission des Landes Baden-Württemberg, von 2006 bis 2009 Mitglied des Kunstbeirates der Landesregierung und ist noch Mitglied des Kulturausschusses der Landeshauptstadt Stuttgart. Als politischer Anwalt der Kulturwirtschaft wirkte er an der Novellierung des Künstlersozialversicherungsgesetzes mit und erwirkte erleichterte Zollformalitäten bezüglich transportierter Instrumente.
Im Jahr 2014 wurde er in den Ehrenrat des VfB Stuttgart gewählt.
Durch vielfältige Aktivitäten in Kulturinstitutionen, die sich in Entwicklungsländern oder „direkt vor der Haustür“ um Künstlerbelange kümmern, sowie in Orchestern seiner Heimatstadt verschaffte er sich hohes Ansehen.

## Ehrungen
- Ehrenmitglied der katholischen Studentenverbindung AV Alania Stuttgart (1981)
- Verdienstkreuz am Bande der Bundesrepublik Deutschland (1985)
- Verdienstmedaille des Landes Baden-Württemberg (8. Mai 1993)[6]
- Verdienstkreuz 1. Klasse der Bundesrepublik Deutschland (11. Mai 2005)
- PRG Live Entertainment Award in Anerkennung seines Lebenswerkes (9. April 2013)[7]
- Ehrenmitglied des Deutschen Musikrats (2015)[8]